# Stade Deputado Galdino Leite
Le Stade Deputado Galdino Leite (en portugais : Estádio Deputado Galdino Leite), également connu sous le nom de Stade Vila Canária (en portugais : Estádio Vila Canária), est un stade de football brésilien situé à Vila Canária, quartier de la ville de Salvador, dans l'État de Bahia.
Le stade, doté de 4 000 places et inauguré en 1906, sert d'enceinte à domicile à l'équipe de football de l'Esporte Clube Ypiranga.
Il porte le nom de Galdino Leite, homme politique local.

## Histoire
Le stade ouvre ses portes en 1906 comme stade principal du club local de l'EC Ypiranga.
Le stade accueille également durant son histoire différents clubs de la ville, tels que le Galícia EC, l'Estrela de Março, le Redenção FC, l'ABB ou encore le Botafogo SC.
Il a également pu accueillir jusqu'à 10 000 spectateurs lors de matchs joués au stade.